# Синьи-л’Аббеи
Синьи́-л’Аббеи́ (фр. Signy-l'Abbaye) — коммуна во Франции, находится в регионе Шампань — Арденны. Департамент — Арденны. Административный центр кантона Синьи-л’Аббеи. Округ коммуны — Шарлевиль-Мезьер.
Код INSEE коммуны — 08419.
Коммуна расположена приблизительно в 180 км к северо-востоку от Парижа, в 85 км севернее Шалон-ан-Шампани, в 23 км к западу от Шарлевиль-Мезьера.

## Население
Население коммуны на 2008 год составляло 1362 человека.
| 1962 | 1968 | 1975 | 1982 | 1990 | 1999 | 2008 |
| ---- | ---- | ---- | ---- | ---- | ---- | ---- |
| 1643 | 1711 | 1672 | 1493 | 1422 | 1340 | 1362 |

## Администрация
| Период | Период | Фамилия      | Партия                  | Должность |
| ------ | ------ | ------------ | ----------------------- | --------- |
| 1977   | 1983   | Жан Галише   | Социалистическая партия | профессор |
| 1983   | 2001   | Пьер Най     | DVD                     | фермер    |
| 2001   | 2008   | Жан-Пьер Гре | DVD                     | фармацевт |
| 2008   |        | Ален Девийар |                         | профессор |

## Экономика
В 2007 году среди 818 человек в трудоспособном возрасте (15—64 лет) 562 были экономически активными, 256 — неактивными (показатель активности — 68,7 %, в 1999 году было 62,3 %). Из 562 активных работали 460 человек (279 мужчин и 181 женщина), безработных было 102 (44 мужчины и 58 женщин). Среди 256 неактивных 68 человек были учениками или студентами, 66 — пенсионерами, 122 были неактивными по другим причинам.

## Достопримечательности
- Бывший монастырь Нотр-Дам-де-Синьи[англ.] (1135 год).
- Михайловская церковь.
- Солнечные часы, или армиллярная сфера.

## Города-побратимы
- Альбиг (Германия)

## Фотогалерея

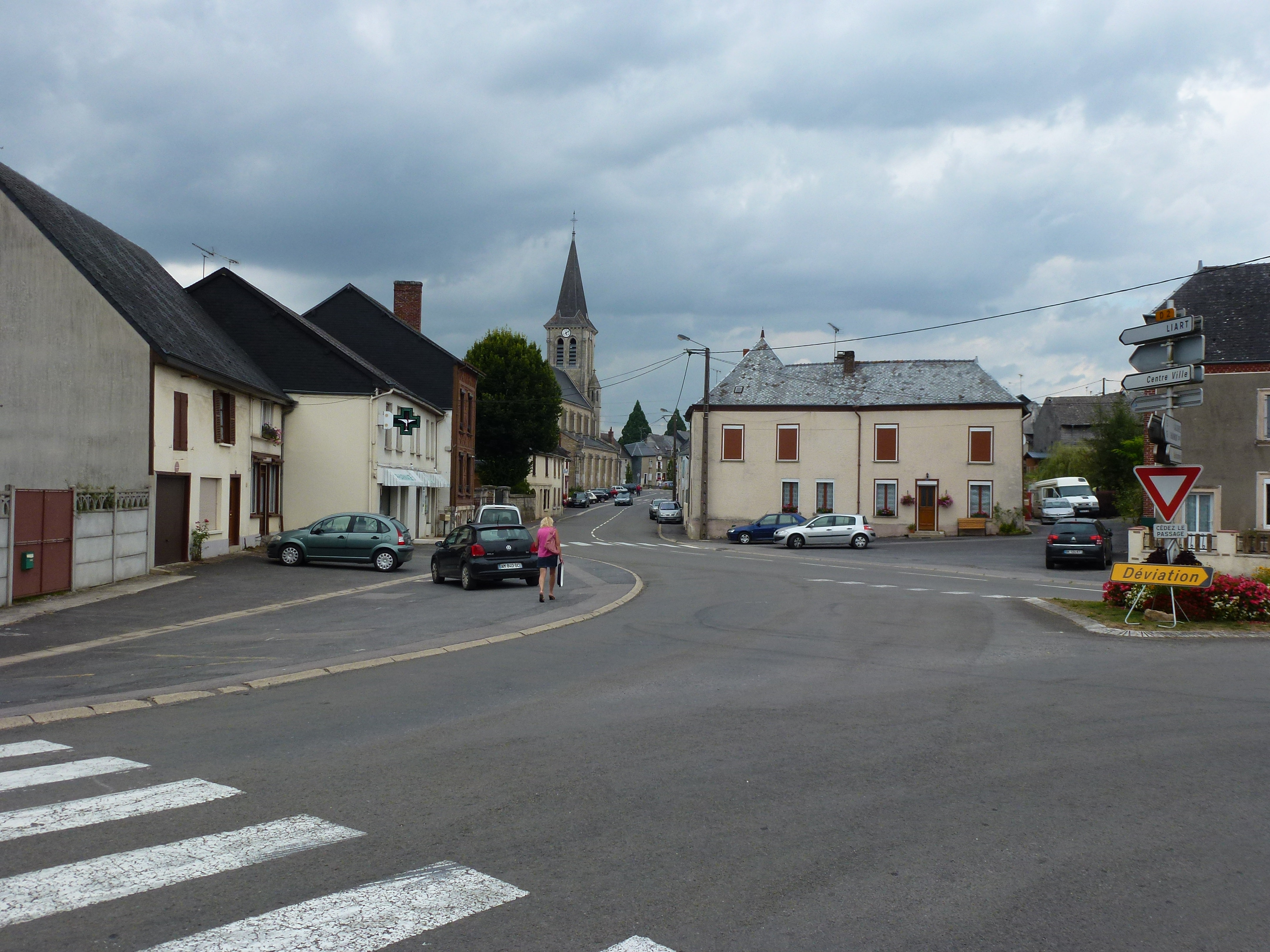
Синьи-л’Аббеи
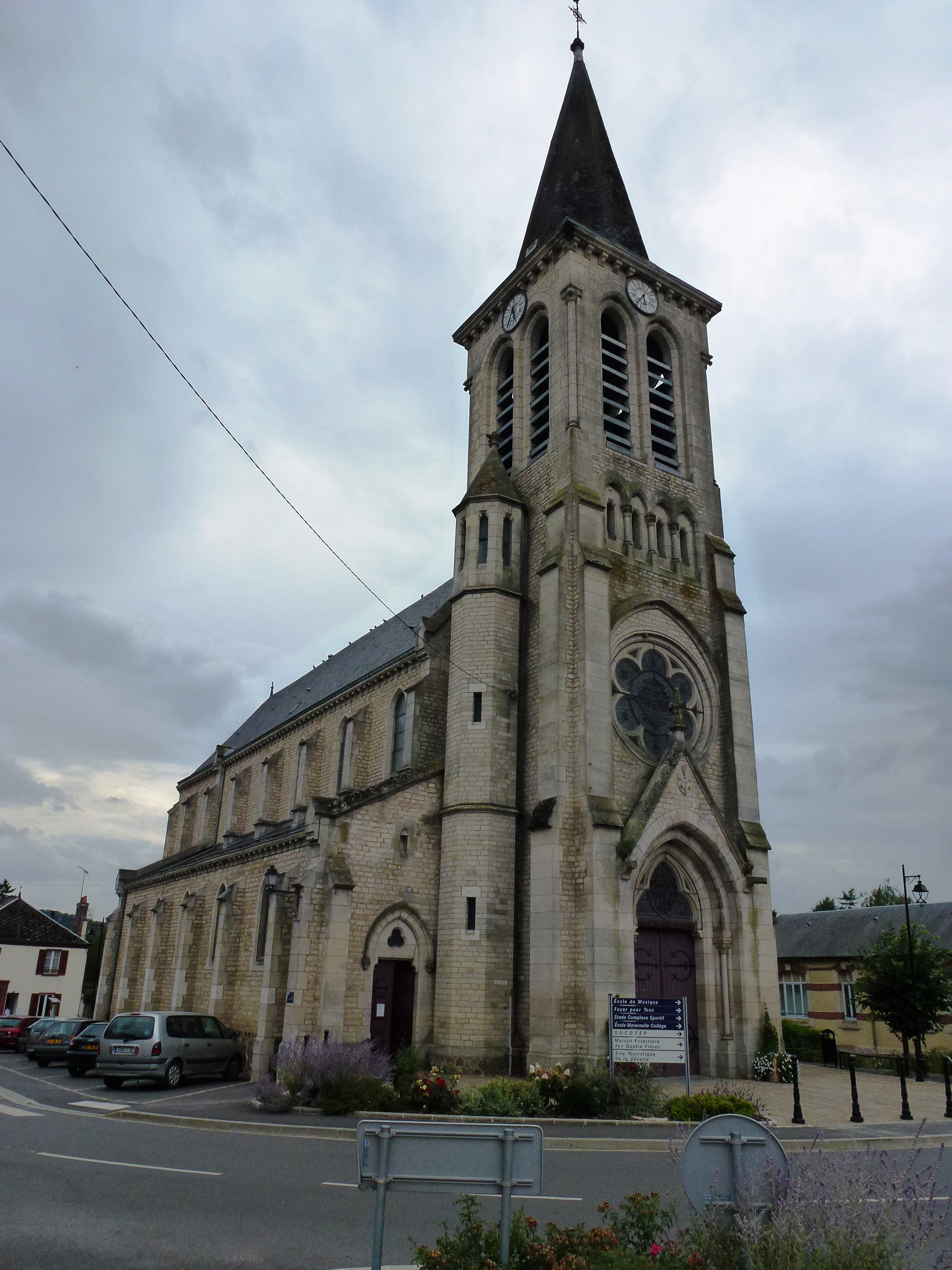
Михайловская церковь
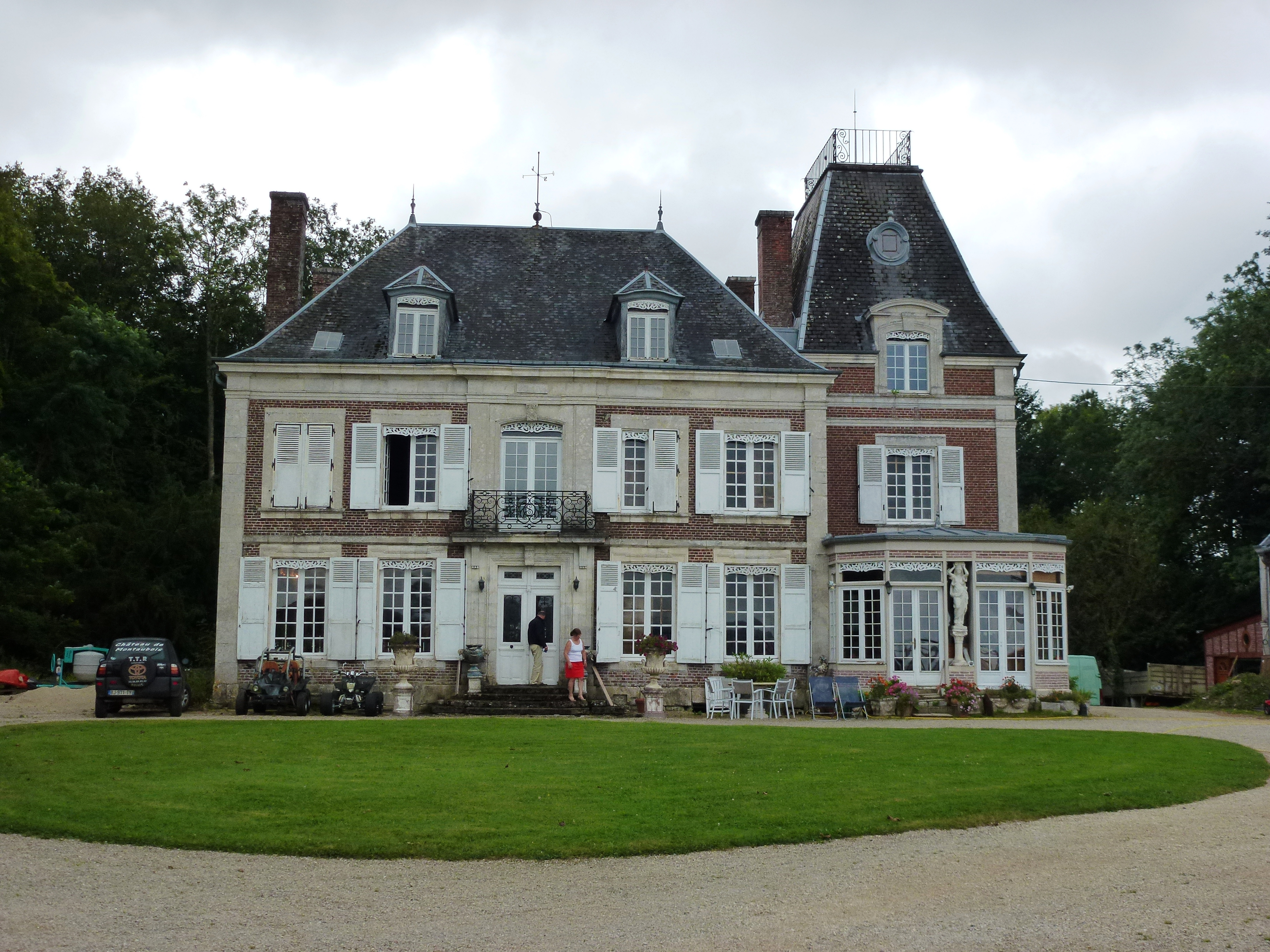
Шато
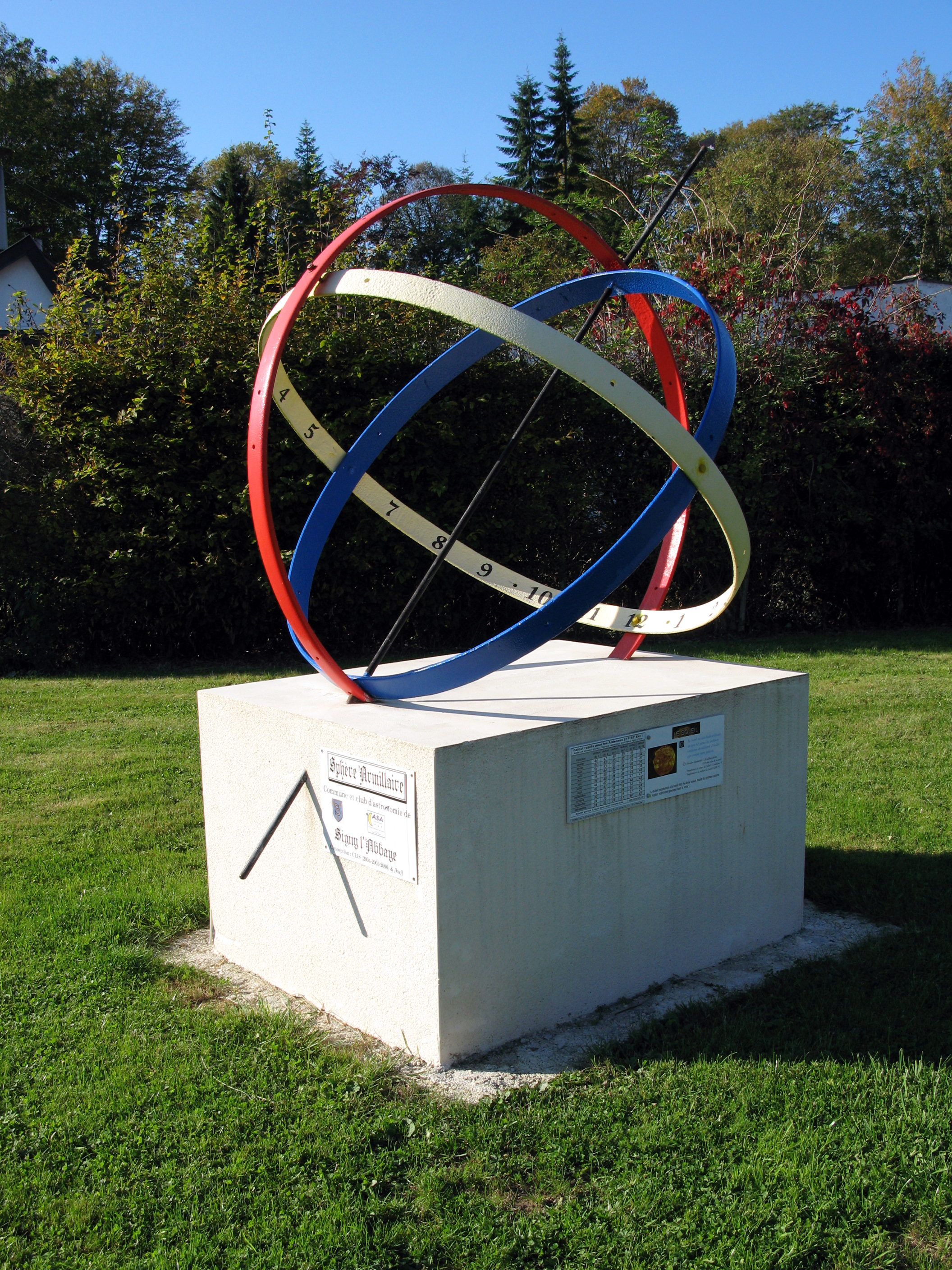
Армиллярная сфера